# 文彦博

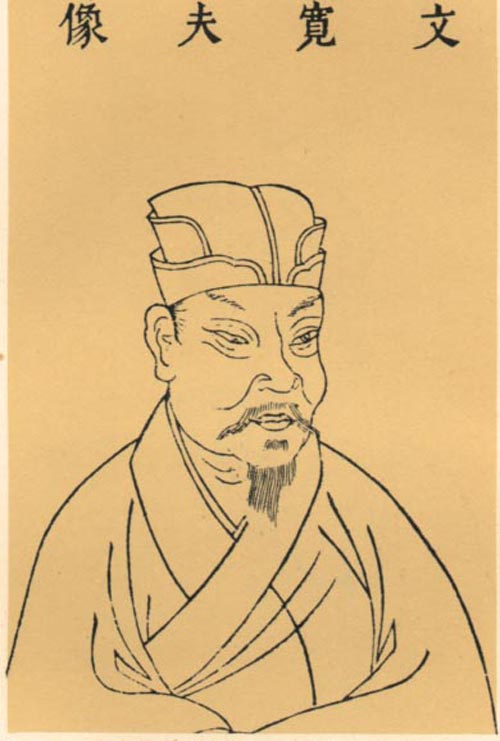
文彦博

文 彦博（ぶん げんはく、景徳3年9月29日（1006年10月23日）- 紹聖4年5月4日（1097年6月16日））は、北宋の宰相。字は寛夫。

## 生涯
汾州介休県の出身。もともとの姓は敬であったが、曾祖父の敬崇遠が石敬瑭に仕えていた時に避諱により文姓と改めた。進士に及第して翼城知県・絳州通判に任命され、殿中侍御史に転任する。その頃の軍事政策が西方からの侵略に対し消極的であったことに関して進言し、仁宗に受け入れられた。河東転運副使となった時に鄜州の輸送路が唐の時代から廃れて危険な状態であったのを復旧させ、西夏の李元昊が侵入して城を囲んでもすぐに糧食を運び入れることができ、大事にいたらなかった。中書門下平章事となり、韓維・王安石を推薦し、枢密使の龐籍と相談し兵8万人を民間にもどし、経費削減に成功した。御史の唐介に弾劾されて、一時中央の職を退くが、至和2年（1055年）には富弼とともに中書門下平章事昭文館大学士を拝命する。潞国公に封ぜられ、地方官を歴任する。英宗即位にさいして尽力し、成徳軍節度使に任命されたが、母が亡くなったので上表して辞職し喪に服した。神宗時期には、王安石の新法の一つである市易司を批判して河東節度使に左遷された。この時、「新法は士大夫に不利かもしれぬが百姓は喜んでいるではないか」との神宗の問いに「陛下は士大夫とともに天下を治めるのであって百姓とともに天下を治めるのではありません」と答えている。元豊3年（1080年）に太尉となり河南に転任する。元祐年間に平章軍国重事に任じられ、92歳で没した。
明代の歴史家の王夫之は文彦博について「呂夷簡に次いで国事にあたり、よく中正を守り傾険がなかった」と評価し、さらに「自らの剛直をおさえて、志を達するために才弁あまりある士の助力を求めることを厭わなかった」と賞賛している。